# Augusto Agazzi
Augusto Agazzi (Genova, 24 ottobre 1886 – dopo il 3 marzo 1939) è stato un avvocato e politico italiano.